# 城南街道 (重庆市)
城南街道，是中华人民共和国重庆市黔江区下辖的一个乡镇级行政单位。

## 行政区划
城南街道下辖以下地区：
沙坝社区、南沟社区、黑山社区、南家社区、一心社区、青坪社区、菱角社区、香水社区和牛郎社区。